# 아펜첼 알프스
아펜첼 알프스(독일어: Appenzeller Alpen)는 알프스의 북쪽 가장자리에 있는 스위스의 산맥이다. 이 산맥은 아펜첼아우서로덴, 아펜첼이너로덴과 장크트갈렌주까지 뻗어 있으며, 서쪽으로는 글라루스 알프스, 남동쪽으로는 레티콘과 접해 있다.

## 하위 산맥
아펜첼 알프스는 6개의 하위 산맥으로 나뉜다.
- 알프슈타인, 중앙 그룹 : 가장 높은 정상, 알트만(Altmann, 2,435 m)
- 알프슈타인, 북부 그룹 : 가장 높은 정상, 젠티스( Säntis, 2,502 m)
- 알프슈타인, 남부 그룹 : 가장 높은 정상, 로슬렌 또는 작서피르스, 2,151 m
- 알비어그룹 : 가장 높은 정상, 감스베르크(Gamsberg), 2,385 m
- 쿠어피르스텐 : 가장 높은 정상, 힌터루크(Hinterrugg), 2,306 m
- 스페어-마트슈토크 : 가장 높은 정상, 스페어(Speer), 1,950 m

## 지리

### 주요 봉우리
- Säntis, 2,502 m
- Girenspitz, 2,448 m
- Altmann, 2,436 m
- Gamsberg, 2,385 m
- Fulfirst, 2,384 m
- Wildhuser Schafberg, 2,373 m
- Wisswand, 2,346 m
- Alvier, 2,343 m
- Gauschla, 2,310 m
- Hinterrugg, 2,306 m
- Brisi, 2,279 m
- Frümsel, 2,267 m
- Zuestoll, 2,235 m
- Margelchopf, 2,163 m
- Silberplatten, 2,158 m
- Schibestoll, 2,136 m
- Leistchamm, 2,101 m
- Gamser Rugg, 2,076 m
- Kreuzberge, 2,065 m
- Lütispitz, 1,987 m
- Speer, 1,950 m
- Mattstock, 1,936 m
- Schäfler, 1,924 m
- Federispitz, 1,865 m
- Gonzen, 1,830 m
- Hoher Kasten, 1,795 m
- Gulmen, 1,789 m
- Stockberg, 1,781 m
- Kronberg, 1,663 m
- Ebenalp, 1,640 m
- Hochalp, 1,521 m

## 갤러리

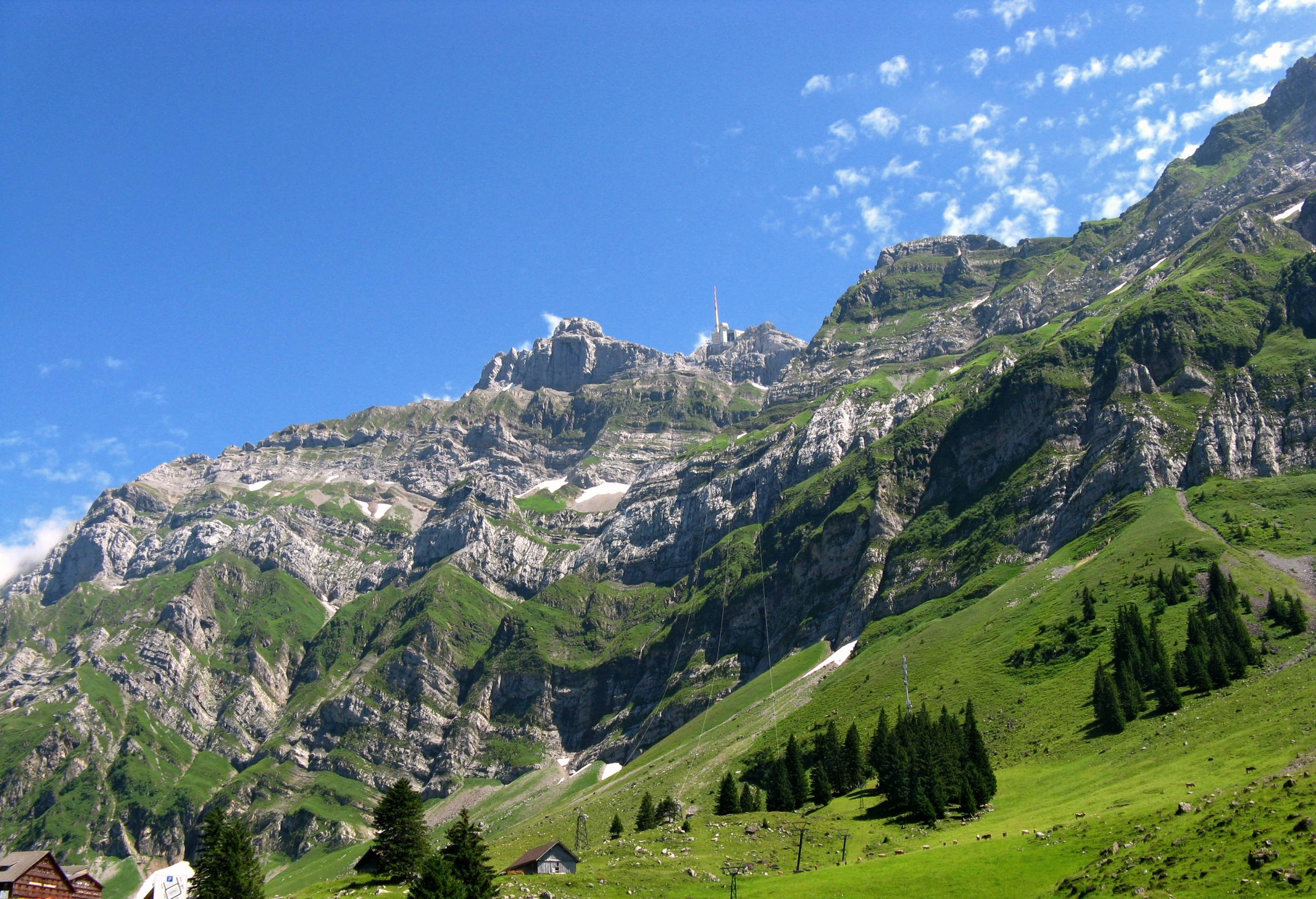
슈벡알프에서 본 젠티스
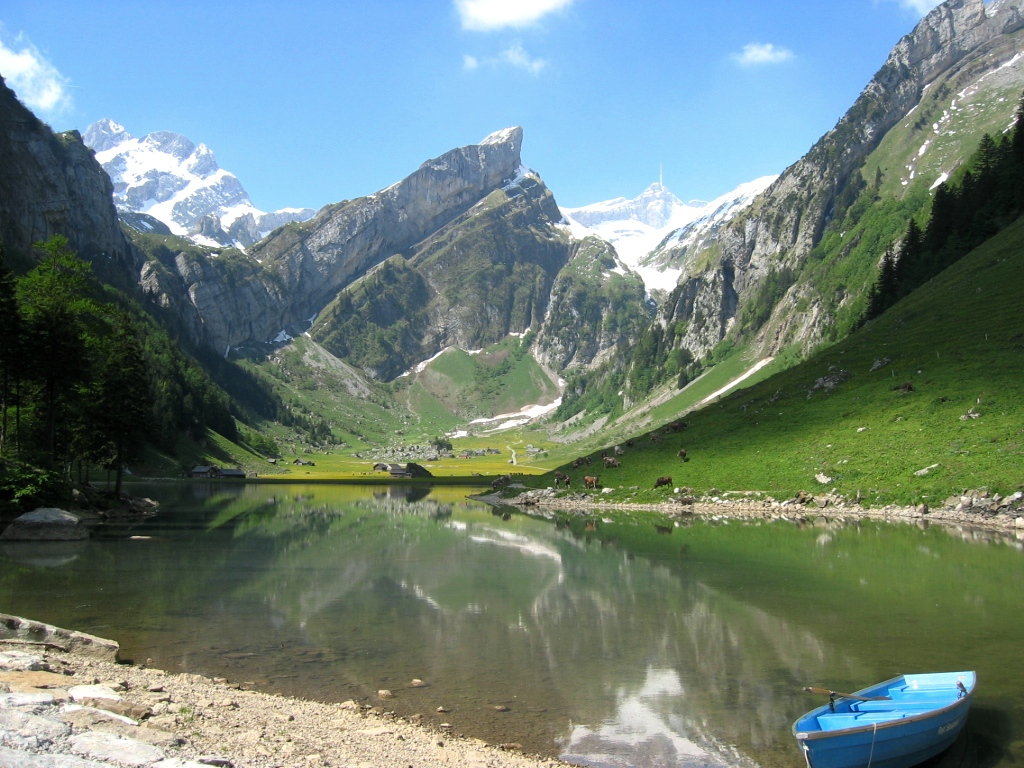
제알프제
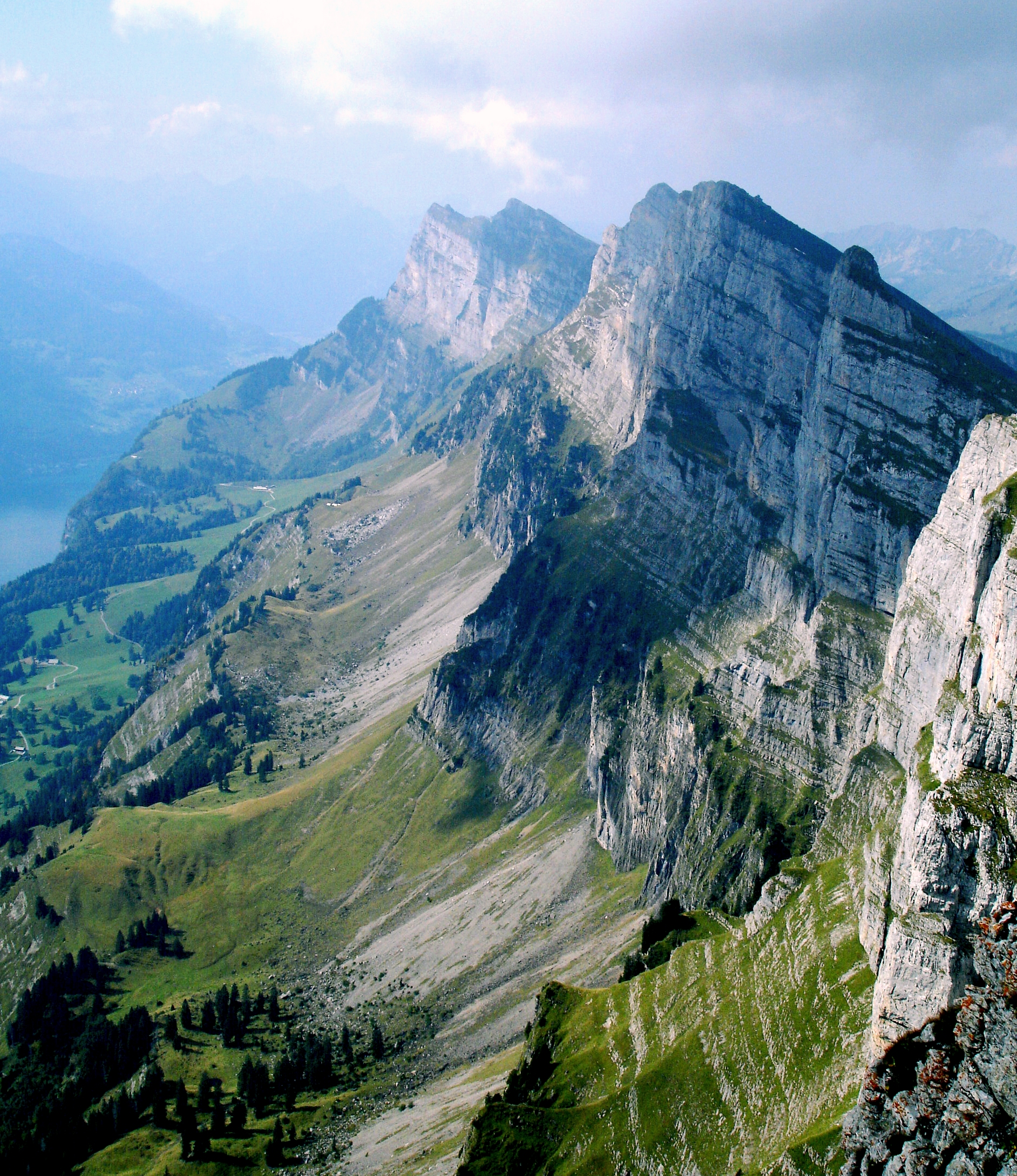
쿠어피르스텐의 정상
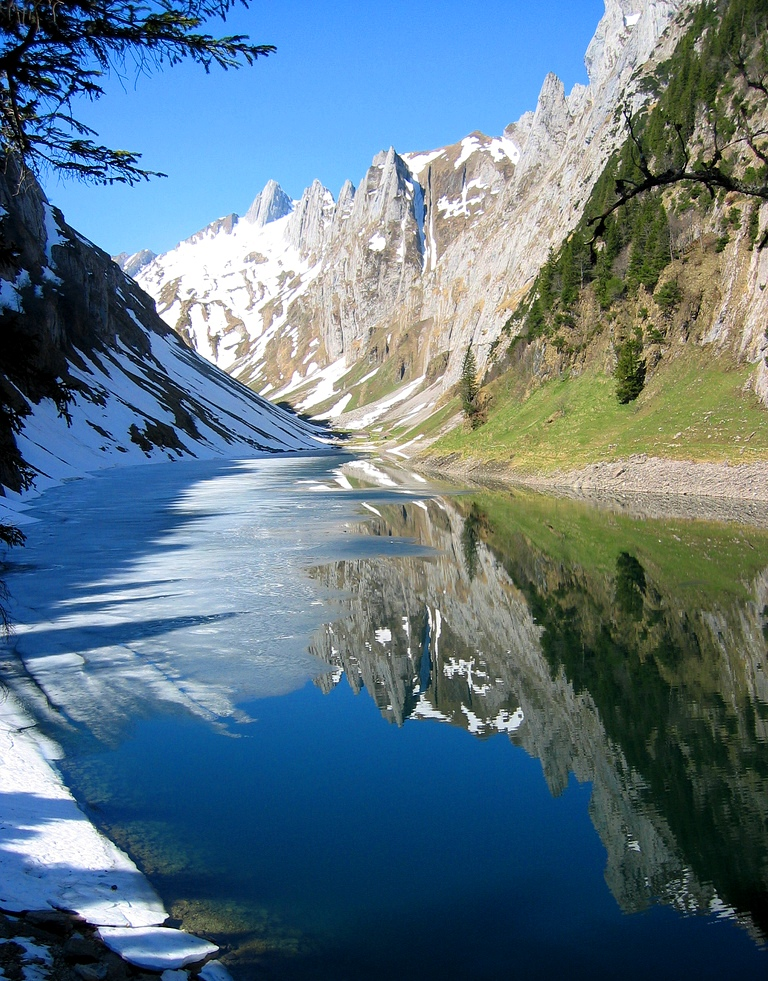
팔렌제
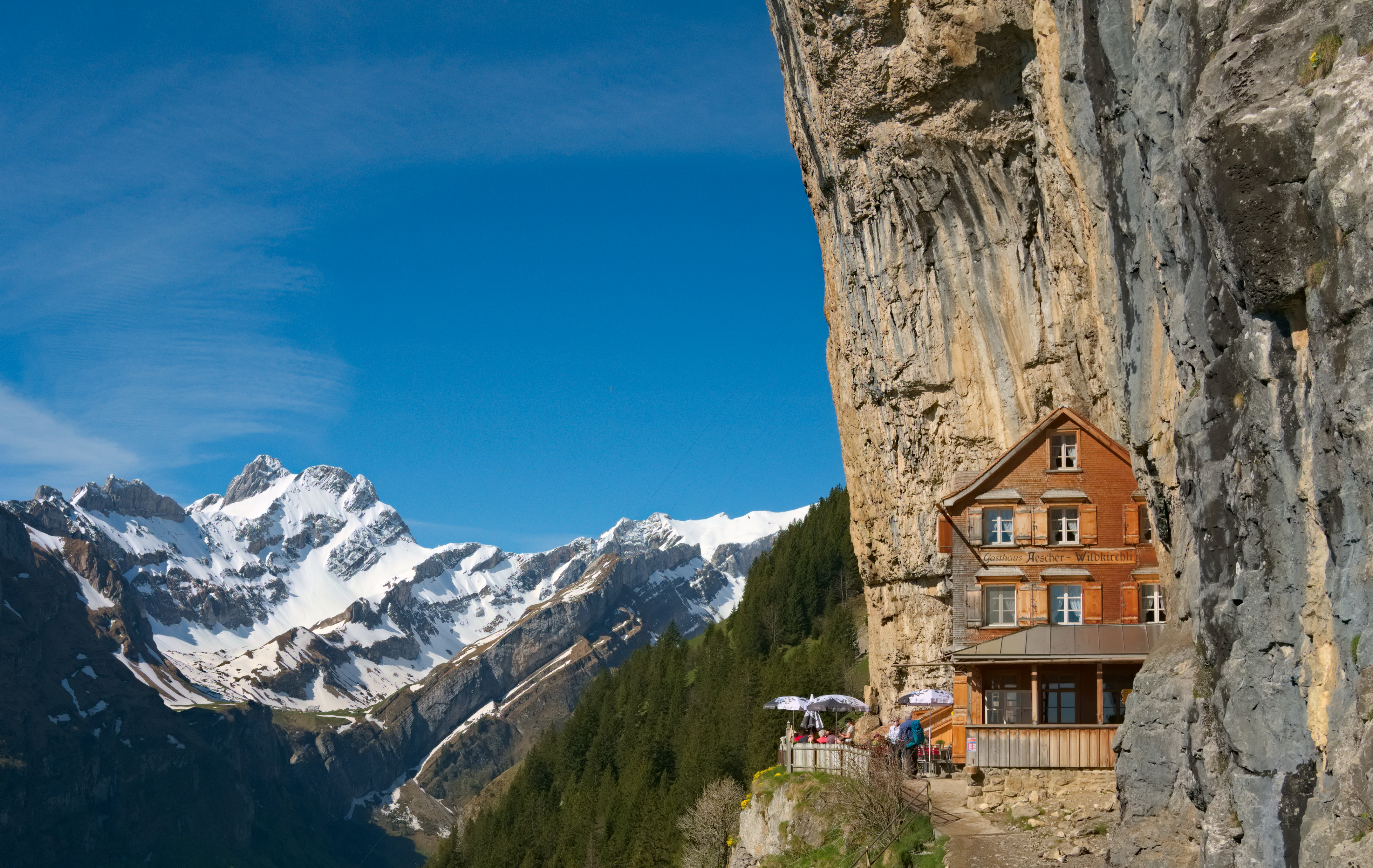
에벤알프 주변의 식당 Aescher-Wildkirchli
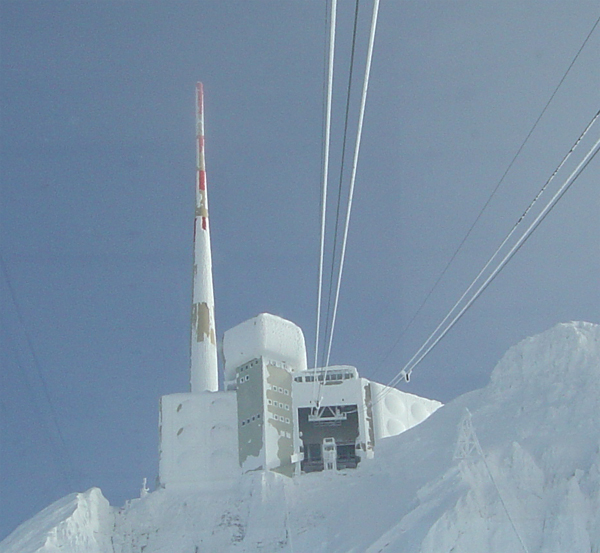
젠티스의 정상

## 같이 보기
- 스위스 알프스